# Фельдшпатоиды
Фельдшпатоиды (от нем. Feldspat — полевой шпат) — породообразующие минералы, каркасные алюмосиликаты натрия, калия, отчасти кальция. По химическому составу близки к полевым шпатам, но содержат меньше кремния. Образуются в магмах, очень бедных кремнезёмом.
К фельдшпатоидам относятся лейцит, содалит, нефелин (элеолит), канкринит, нозеан и гаюин, из поделочных камней — лазурит, тугтупит.
Как породообразующие минералы щелочных изверженных пород заменяют полевые шпаты в породах, пересыщенных щелочами и лишённых кварца.
Фельдшпатизация — процесс обогащения горных пород новообразованиями полевых шпатов. Вызывается щелочным метасоматозом или воздействием на горные породы гидротермальных растворов.